# 巴恩斯頓鎮區 (內布拉斯加州蓋奇縣)
巴恩斯頓鎮區（英語：Barneston Township）是位於美國內布拉斯加州蓋奇縣的一個行政鎮區。

## 地方資料
巴恩斯頓鎮區的面積為93.04平方千米，當中陸地面積為92.93平方千米，而水域面積為0.11平方千米。根據2020年美國人口普查的數據，當地共有人口168人，而人口密度為每平方千米1.81人。